# ديزموند هيوم
ديزموند ديفيد هيوم (بالإنجليزية: Desmond Hume)‏ هو أحد شخصيات المسلسل الأمريكي لوست. يلعب دوره الممثل البريطاني هنري ايان كوسيك.

## الشخصية
اسكتلندي عمل كجندي في البحرية الاسكتلندية ولسبب غير معروف تمت محاكمته وسجنه من قبل البحرية ديزموند حاول أن يثبت لوالد صديقته «بيني» انه جدير بها وذلك من خلال اشتراكه في سباق ابحار فردي حول العالم حين تحطم قاربه على الجزيرة وامضى ثلاث سنوات على الجزيرة قبل أن يتسبب في تحطم طائرة «جاك» ورفاقه ديزموند التقى بالعديد من الشخصيات الأخرى قبل وصولهم للجزيرة منهم «جاك» و «تشارلي» و «ليبي» التي قامت بتزويده بالقارب الذي شارك فيه في السباق.
وهو الحارس للغرفة الأرضية للضغط على الزر كل 108 دقيقة ولكن عندما ينزل جون للغرفة الأرضية يهرب ديزموند ويعود بقاربه في نهاية الموسم الثاني